# Zalmhuis

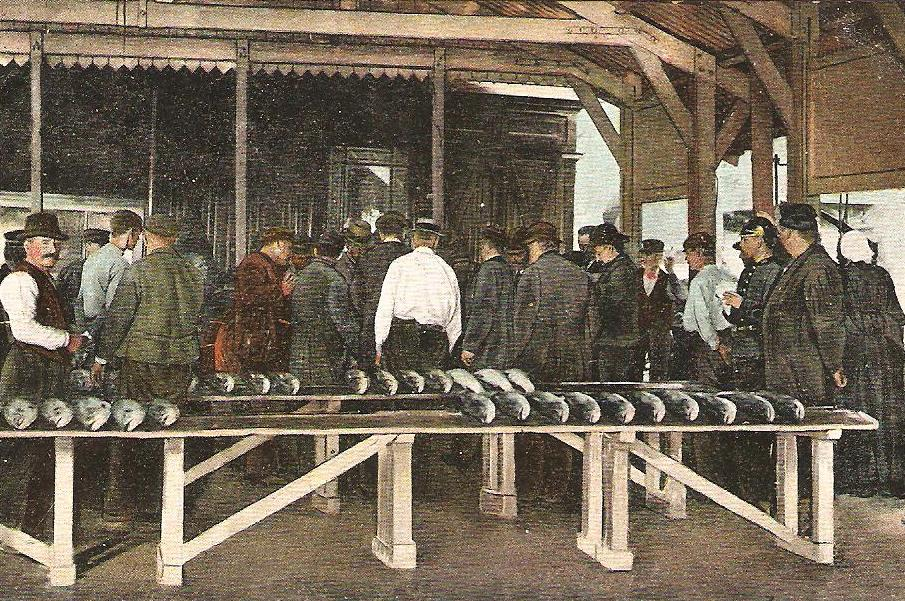
De zalmafslag in 1905

Het Zalmhuis is een bouwwerk aan de oever van de Nieuwe Maas, ten oosten van de Van Brienenoordbrug en nabij Bedrijventerrein Rivium.
De oorsprong van het Zalmhuis was in 1863 wanneer Adriaan Dekkers aan de Hooge Zeedijk een logement koopt en in de nabijheid ervan op een buitendijks terrein in 1875 een overdekte markt voor de afslag en verkoop van zalm, elft, winde, houting, fint en steur begint. 
Toen in 1880 Jan van den Akker de uitspanning overnam bouwde hij in 1896 een paviljoen boven de markt. In 1905 werd het paviljoen vergroot en op stalen kolommen boven het water gebouwd. In 1955 werd het gesloopt.
Het Zalmhuis is in de periode 1999-2002 herbouwd in opdracht van Johan Rolloos, een (voormalig) aannemer en projectontwikkelaar uit Capelle aan den IJssel. De exploitatie van het gebouw is sindsdien in handen van Arno Hartogh en David Jan van Gorkom. Het nieuwe Zalmhuis staat ongeveer 75 meter van de originele plek. Op 1 juli 2019 is de exploitatie door deze ondernemers verkocht aan de organisatie van Herman Hell. In 2020 werd het Zalmhuis tijdelijk gesloten en kreeg een inwendige metamorfose, om op 5 februari 2020 weer te openen.